# 君島樹
君島 樹（きみしま いつき、3月31日生）は、日本のラジオパーソナリティ、ナレーター、MC、コスプレイヤー、歌手、声優である。
血液型はB型、身長150cm、体重38kg、東京都出身。

## 人物
DJ TKAWOプロデュースによる電波系J-POPユニットハニーパンチでボーカルを担当。
1998年、芸能事務所アミューズに所属し、テレビ、ラジオ等でタレントとしてデビュー。タレント、ボーカリストの他に、作詞、コラムニスト、声優、などマルチな活動を行う。その後、事務所を移籍し、ラジオパーソナリティ、モデル、ナレーターの他、コスプレイヤー、電波ソングLIVE 等、サブカルチャーな活動を行う。現在はフリーで活動中。
プライベートでは、動物好き故に動物実験をしている企業の製品（化粧品や日用品など）はあまり使用せず、毛皮製品も身に着けない。
2009年、自身がコスプレイヤーであることから、コスプレ姿でラジオ番組を担当した事がきっかけとなり、「コスプレDJ」、「ぬこ耳DJ」なるスタイルを確立する。
2011年、ナード音楽ユニット「にゃんぷりーと」の電波ボーカル「にゃー」として音楽活動を再開する。ネットにのみ楽曲を発表しライブ活動は行わなかったが、1stアルバム『やったね！スパイラル』の発売を機にライブ活動を本格的にスタートさせる。にゃんぷりーと以降、音楽活動を行う際の名前は「にゃー」を使用している。

## 主な出演作品

### ラジオ
- スカパー! スターデジオ 『Good noon digio-pop』火曜パーソナリティー（1997年 - 1998年）
- bayfm 『BAY LINE 7300』水曜パーソナリティー（1998年 - 1999年）
- FM AICHI 『FRIDAY CLIMAX』ゲストパーソナリティー（1999年）
- レインボータウンFM 『知っテレガイドSTATION』ゲスト出演（2005年）
- かつしかFM 『やるたる！！』ゲスト出演（2005年）
- ホワイトマジックFM（インターネットラジオ） 『スターライトラウンジ 』パーソナリティー（2006年 - 2007年）
- セカンドライフ 『エンたま！タウン』パーソナリティー(2008年)
- ミュージックバード 『Radio Magic NEXT』パーソナリティー（2009年）
- ミュージックバード 『サタデー・オール・リクエスト』パーソナリティー（2009年 - 2014年）
- あさくさFM 『Asakusa Catch UP』日曜パーソナリティー（2010年 - 2013年）
- あさくさFM ・FMドラマシティ 『ミュージックパフェ』パーソナリティー（2010年）

### テレビ・映画・インターネット
- フジテレビ 『ドリフ大爆笑』(1995年)
- アミューズ20周年記念映画『アトランタ・ブギ 』監督：山本正志（1996年）
- tvk 『横浜ウォーカーTV』リポーター（1998年 - 2001年）
- tvk 『神奈川県広報番組かながわTODAY』リポーター（2001年）
- USTREAM 『Asakusa Catch UP』（2010年 - 2013年）
- あっ!とおどろく放送局 『パティパラ～姫様たちのパーティーパラダイス～』（2011年）
- あっ!とおどろく放送局（＠TV） 『パティパラ～ふらいでぃナイト～』（2012年1月 - 2012年3月）
- USTREAM さいたまんぞう『まんCHANねる 第11回放送』ゲスト出演（2012年12月13日 ）

### 声優・ナレーション
- PlayStation用ゲームソフト 『隠忍零〜復活 』（パンドラBOX）に収録されている『ごちゃちる』のナレーション（2001年）
- J:COM CM用CGアニメ 『マンダラくん』主役マンダラくん役の声優（2002年）
- Kiss-FM KOBE 89.9MHz 『クラブ月世界』ラジオCMナレーション（2008年）
- ドラマCD『魔法学園エウレキア～風紀部に咲く、白乙女～』（Criminal music）ヒロイン響紀アイリ役の声優（2012年）

### イベントMC
- 東京ゲームショウ2002 『ハドソン』
- 東日本玩具見本市2003 『タカラ／ミャウリンガル』
- 日産ミニカーコレクション2004 『チョロQ大会』
- 『きかんしゃトーマス』60周年記念電車出発式(2005年)
- 『ビルド・ア・ベア・ワークショップ 』横浜ランドマークプラザ店OPセレモニー（2005年）
- 『ビルド・ア・ベア・ワークショップ』横浜ランドマークプラザ店OPイベント（2005年）
- 『GTFビルド・ア・ベア・カップ女子フットサル』（2005年）
- JA『子供ごはん料理教室』（2005年）
- 『Norton』セミナー司会（2005年）
- 社団法人日本新体操連盟『日本新体操祭』（2007年 - 2011年）
- ポケモンだいすきクラブプレゼンツ『ポケモンフェスタ2008』

### キャンペーンガール・モデル・グラビア
- FMヨコハマ 『SHONANKING2002』キャンペーンガール（2002年）
- ロッテ『ブラックブラックガム』キャンペーンガール（2003年）
- 春の高校バレー2003『コカ・コーラ』キャンペーンガール（2003年）
- アサヒ缶コーヒー『ワンダモーニングショット』キャンペーンガール(2003年）
- ヨコハマタイヤ『ice GUARD』キャンペーンガール（2004年）
- 『Poco'ce』［ネオメディア］読者モデル（2004年 -2010年 ）
- PlayStation 2用ゲームソフト『シャドウハーツII』（アルゼ）コスプレモデル／カレン役（2004年）
- フジフイルムオフィシャルwebサイト スチールモデル（2005年 - 2006年）
- クリニカルサロン シーズ・ラボ オフィシャルwebサイト&リーフレット スチールモデル（2006年 -）
- 『なれる！コスプレイヤー セカンドスタイル』（マイクロマガジン社）コスプレモデル【ローゼンメイデン トロイメント／雪華綺晶】【涼宮ハルヒの憂鬱／長門有希】【うたわれるもの／エルルゥ】（2007年）
- 『オタポケ』[アキバジャーナル]11月号「天使のリリック」グラビア（2011年）

### 音楽
- 『ラップ ミヨちゃん』／加藤茶 （ファンハウス）コーラス参加
- ニッポン放送『スーパーアニメガTOP10』主催OVA『KEY THE METAL IDOL』完成記念イベント ゲスト出演（1997年）
- ハニーパンチ1stマキシシングル『アニテクノ・ミラクルシリーズ』（エアーズ）（1997年）
- 2ndマキシシングル『アニテクノ・サーフMIX 』（エアーズ）（1997年）
- 3rdマキシシングル『アニテクノ・DIGITAL FUNK MIX 』（エアーズ）（1997年）
- Bestアルバム『アニテクノ・THE COMPLETE BEST 』（エアーズ）（1997年）
- ハニーパンチ オリジナル1stミニアルバム『パンチの嵐』 （lavla moon）（1999年）
- ビートマニアANI-SONGS MIX featuring タツノコプロ （コナミミュージックエンタテインメント）『ヤッターマンの歌（－400℃MIX）』を歌う（1999年）
- PlayStation用音楽ゲームソフト『ビートマニア ゴッタMIX2 』（コナミ）エンディング曲『がんばれ日本茶』を歌う（1999年）
- PlayStation用音楽ゲームソフト『ビートマニアclubMIX』（コナミ）ゲーム使用曲を歌う（1999年）
- 『馬鹿の天才』／死ね死ね団 [大日本レコード株式会社]コーラス参加（1999年）
- 底ぬけAIR-LINE（現・古坂大魔王）プロデュースのテクノイベント“NO BOTTOM！”に参加 （渋谷ヴェノス）（六本木CORE）（1999年）
- 小学館・学習幼稚園・幼稚園・小学1年生・小学2年生 連載マンガ『スタイリッシュキャンディー』（D-POP RECORD）作詞提供（1999年）
- PlayStation用RPGソフト 『ラビシュブレイズン 』（パンドラBOX）ゲーム主題歌「好き好き勇者様」を歌う（2000年）
- 『MADE IN JAPAN 』／DJ TAKAWO （東芝EMI） アルバム収録曲 「Fuuu…さよなら20世紀」作詞&ボーカル参加（2000年）
- コスプレパーティー2000 ハニーパンチ&堀江美都子LIVE （新宿CODE）
- にゃんぷりーと1stシングル『VOYAGE』（Luvlamoon）（2011年）
- にゃんぷりーと1stミニアルバム『こねこ音』』（Luvlamoon）（2011年）
- にゃんぷりーと初LIVE（2013年7月）　※以降、東京と浜松を中心にLIVE活動を行う。
- にゃんぷりーと1stアルバム『やったね！スパイラル』（Luvlamoon）（2013年10月）

### その他
- 『横浜ウォーカー』（角川マガジンズ） コラム連載（1999年 - 2002年）
- 少年エース増刊 2月号『エース特濃 vol.6 』（角川書店） 巻頭グラビアのヘアメイク担当(2005年)